# Weingarten (Württemberg)
Weingarten é uma cidade da Alemanha, no distrito de Ravensburg, na região administrativa de Tubinga, estado de Baden-Württemberg.

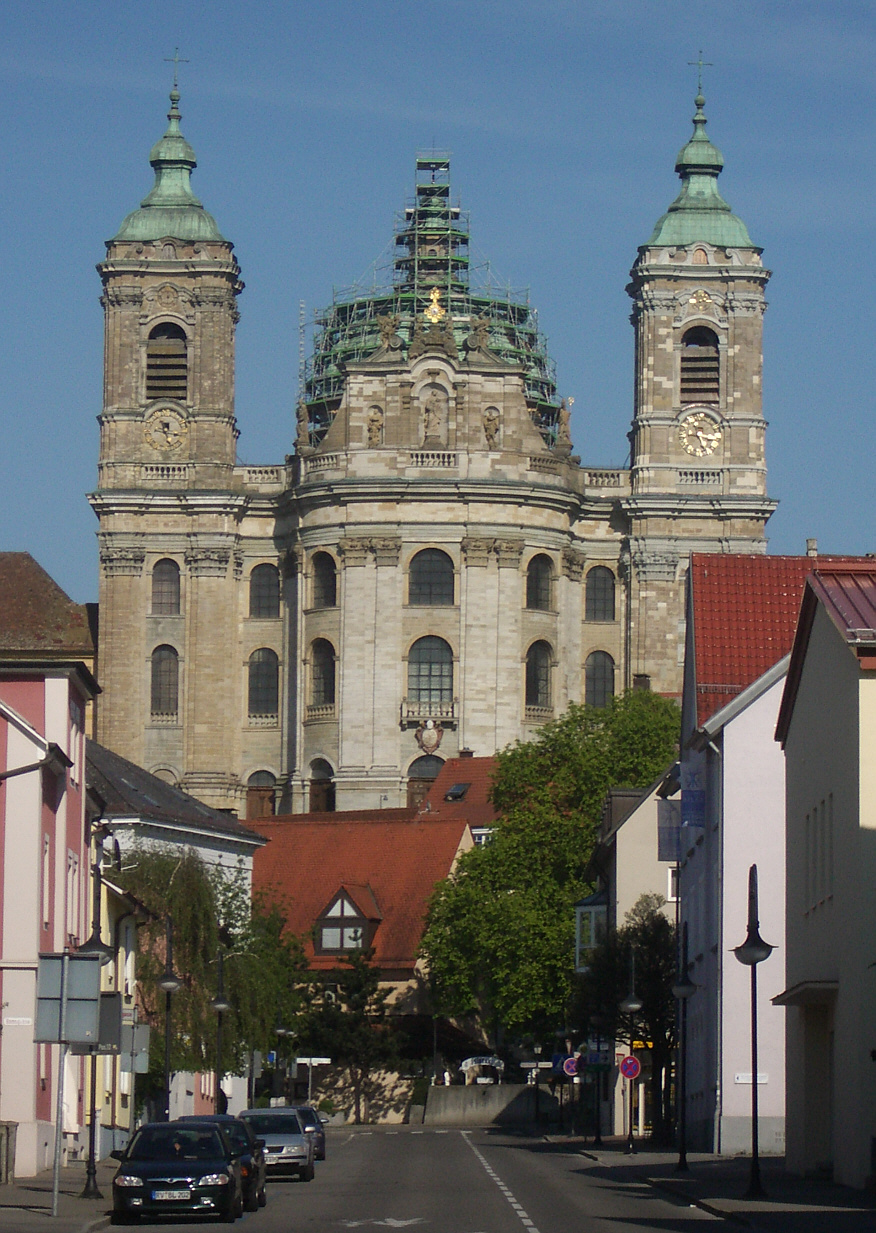
Basílica de St. Martin, Weingarten